# Heinrich Eggersglüß

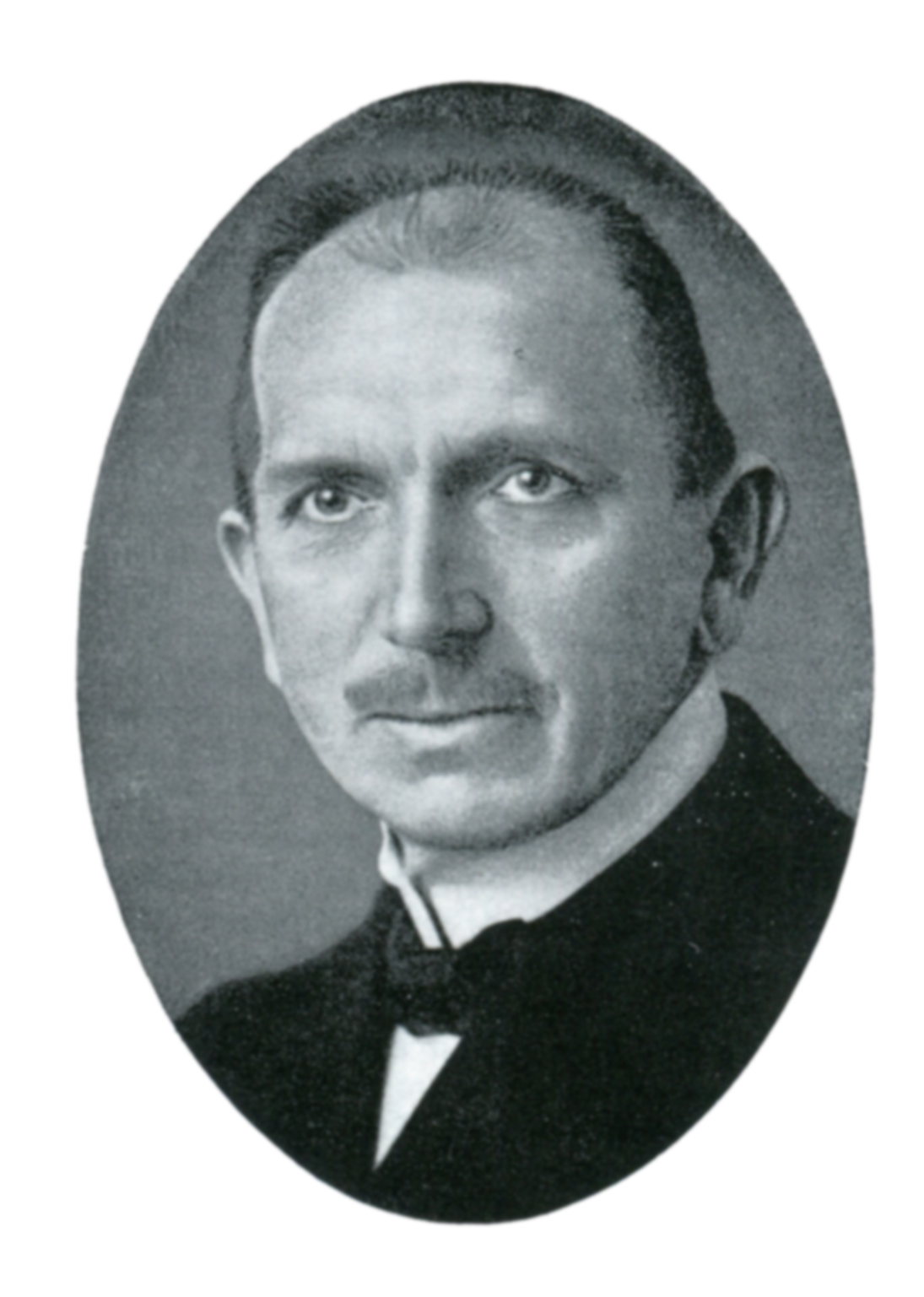
Heinrich Eggersglüß

Heinrich Friedrich Wilhelm Eggersglüß (* 10. März 1875 in Untereinzingen; † 6. Juli 1932 in Braunschweig) war ein deutscher Heimatdichter. Er wurde der „Heidedichter“ genannt.

## Leben

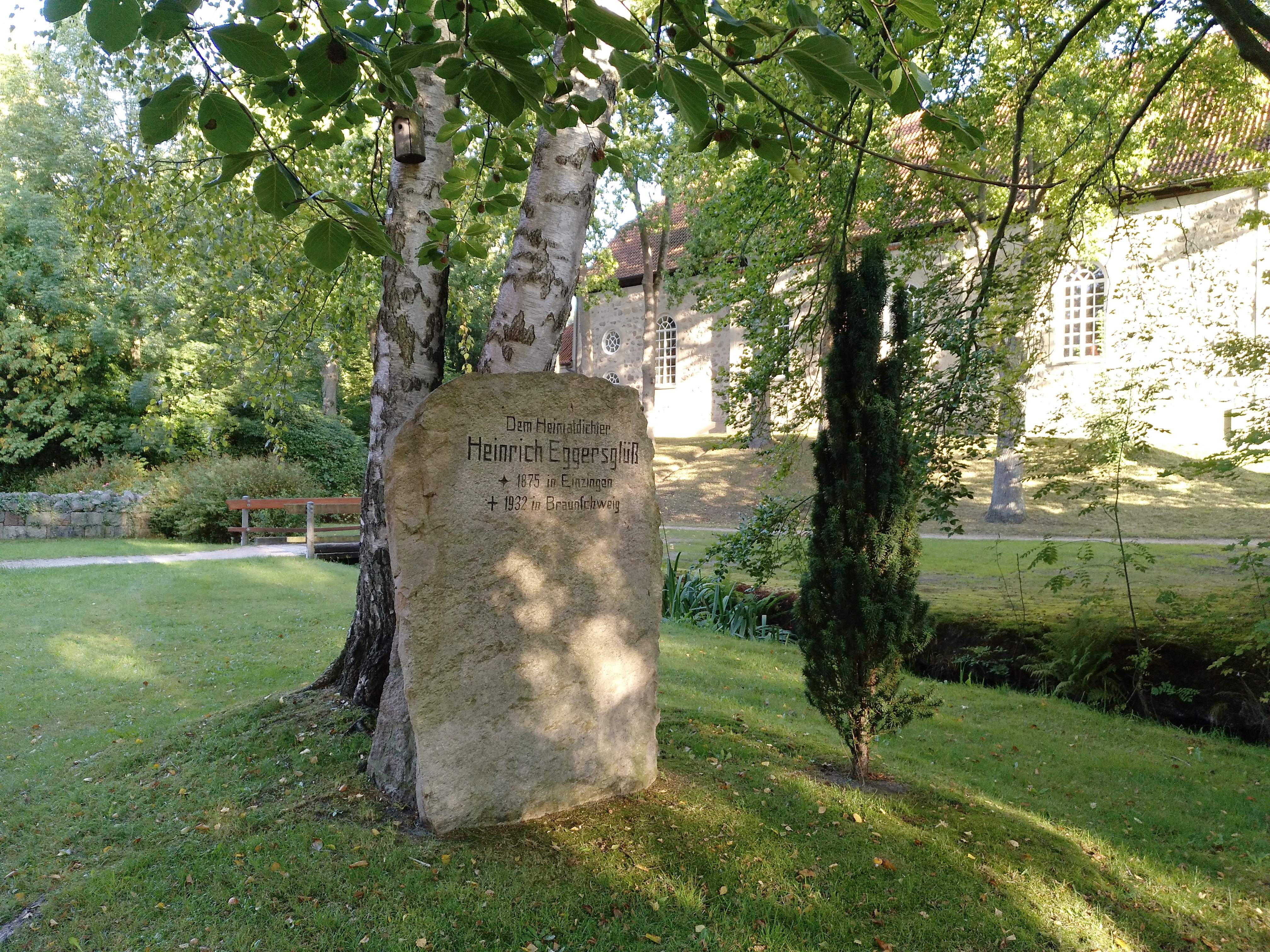
Gedenkstein an Heinrich Eggersglüß in Dorfmark

Heinrich Eggersglüß wurde auf dem Hof seiner Eltern (Hausnummer 16 (Rehr)), dem Abbauer Heinrich Friedrich Jacob Eggersglüß und Ilse Magdalene Engel Eggersglüß, geb. Oelfke, geboren und wuchs hier auf. Sie wohnten im Häuslingshaus des Cohrshofes. Das Haus Rehr wurde 1895 abgebrochen.
Eggersglüß besuchte zuerst die einklassige Schule in Obereinzingen und später die Schule in Dorfmark.
Nach der Schulzeit war er zunächst landwirtschaftlicher Mitarbeiter (Knecht) in Einzingen. 1895 kam er als Soldat zum Infanterie-Regiment 79 in Hildesheim. 1898 fing er bei der Eisenbahn an und wurde am 1. April 1915 Zugführer, am 1. Dezember 1921 Eisenbahnsekretär in Hildesheim und 1922 Zugrevisor beim Verkehrsamt in Braunschweig.
Am 6. Juni 1900 ging er in Lauenstein die Ehe mit Johanna Rust, geboren am 7. Februar 1879 in Lauenstein, ein.
Aus der Ehe sollen zwei Kinder hervorgegangen sein.
In Dorfmark, Landkreis Heidekreis steht ein Denkmal für ihn; hier ist auch eine Straße nach ihm benannt.

## Werk
- Heideklänge (Gedichtband 1908)
- Im Völkerringen (Gedichtband 1914)
- Fahrtgesellen (Gedichtsammlung 1916)
- Oh, mein Vaterland (Gedichtsammlung 1916)
- Heiliges Feuer (Gedichtsammlung 1920)
- Kämerhöfen (Roman 1921)
- Die Balladen (1922)
- Der Deserteur von Langensalza (Drama 1922)
- Die letzte Standarte (Drama)
- Findlinge (Gedichtband und Sprüche 1925)
- Das Tagebuch eines Eisenbahners (1927)

## Der Heidmark verbunden
Eggersglüß war zeitlebens der Heidmark, seiner Heimat, verbunden. Das zeigt sich zum Beispiel auch in diesem Gedicht, zu dem er an den Sieben Steinhäusern inspiriert wurde:
Am Hünengrab
Still die Nacht, am Hünenstein

Bin ich müde hingesunken

Und das Dunkel hüllt mich ein

Weich und warm und wonnetrunken
Heide, Tristen, Moor und Ried

Raunen rings von Jugendträumen

Und dort flattert noch ein Lied

In den weißen Birkenbäumen
Alte traute Melodien

"Hirtenknabe, Hirtenknabe"

Und ich lausche, stimme ein

Glückberauscht am Hünengrabe